# Partido judicial de Algeciras
El Partido judicial de Algeciras es uno de los 85 partidos judiciales en los que se divide la Comunidad Autónoma de Andalucía, en concreto se trata del partido judicial n.º 3 de la provincia de Cádiz. Creado por Real Decreto en 1983,. Comprende a las localidades campogibraltareñas de Algeciras, Los Barrios y Tarifa con una población total de 155.046 habitantes. La cabeza de partido y por tanto sede de las instituciones judiciales es Algeciras. La dirección del partido se sitúa en la Plaza de la Constitución de la ciudad. Algeciras cuenta con varias instituciones judiciales:
- 4 juzgados de primera instancia
- 4 juzgados de instrucción
- Juzgado de lo social
- Juzgado de violencia sobre la mujer todos ellos situados en la Plaza de la Constitución
- Sección 7ª de la Audiencia provincial
- 2 Juzgados de lo contencioso administrativo ambos en la Avenida Virgen del Carmen número 55
- Juzgado de vigilancia penitenciaria en el Paseo Victoria Eugenia
- 4 juzgados de lo penal y
- Juzgado de menores en la Calle Muñoz Cobos número 4.[5]